# 马歇尔公馆旧址
马歇尔公馆旧址位于中国江苏省南京市鼓楼区宁海路5号，最早为1935年金城银行所建的别墅，由童寯所设计，后为当时在国民政府任外交部长的张群购入作为公馆，其后被赠予德国大使馆，1937年12月日军占领南京后被作为救助难民的南京安全区国际委员会总部，因当时建筑内设施豪华，被时任委员会主席的拉贝称之为“我们的宫殿”，“宁海路5号”这一字样也常常出现在《拉贝日记》中所收录的委员会报告、信件中。
1945年，乔治·卡特莱特·马歇尔作为美国总统驻华特使来华调处国共两党关系，次年5月国民政府还都南京，这里被作为马歇尔的住处，国、共、美三方曾在此做过多次晤谈和周旋，直至11月调解失败，次月马歇尔回国。
该建筑为二层砖混结构，采用仿古式歇山顶并铺以琉璃瓦，南部设宽敞的庭院，其中的小径以红、黑、白三种颜色的鹅卵石铺成鹰、狮、虎、鸟四种装饰图案，院墙上设有多处漏窗。目前为南京军区司令部住宅，平时铁门紧闭。

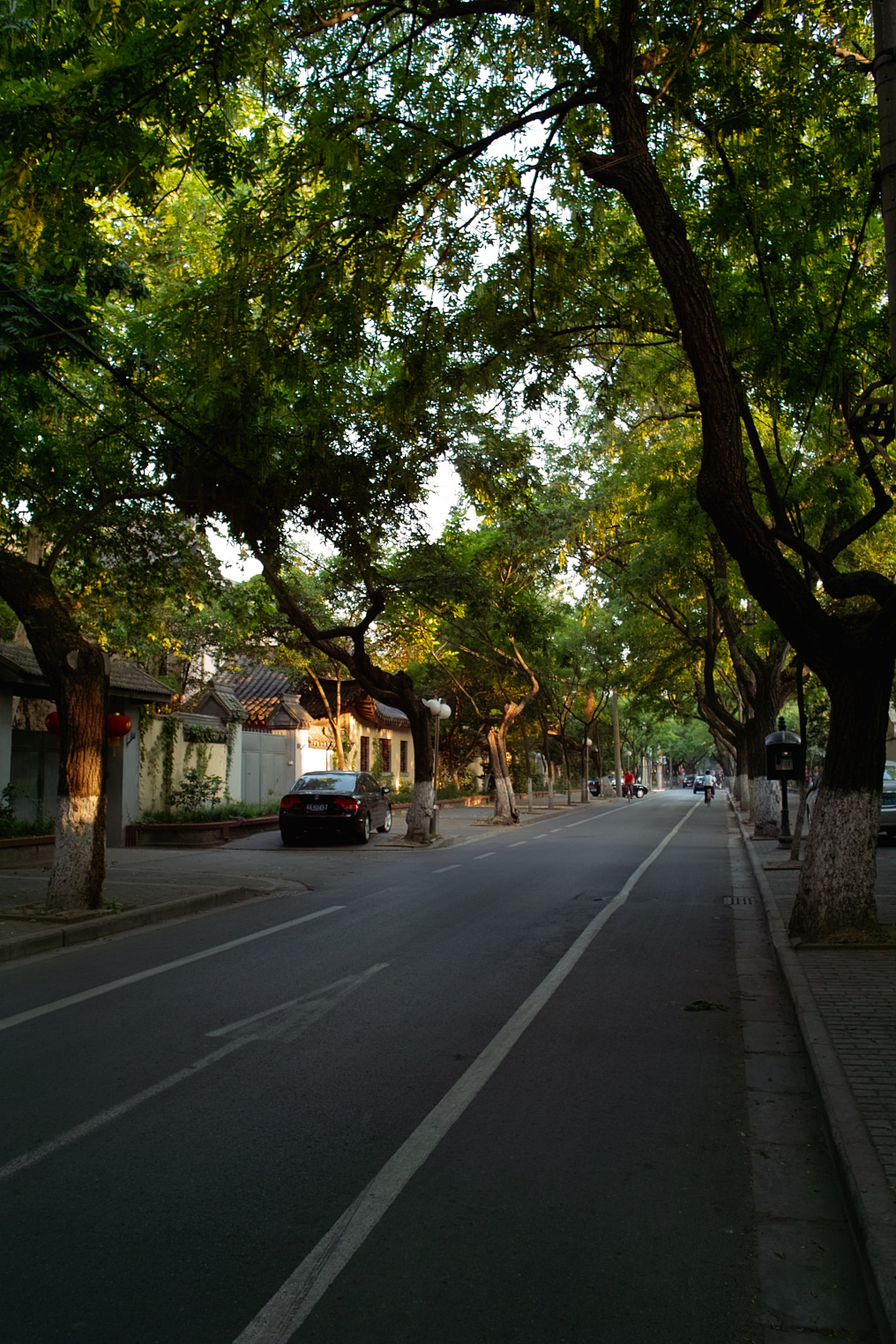
马歇尔公馆远景
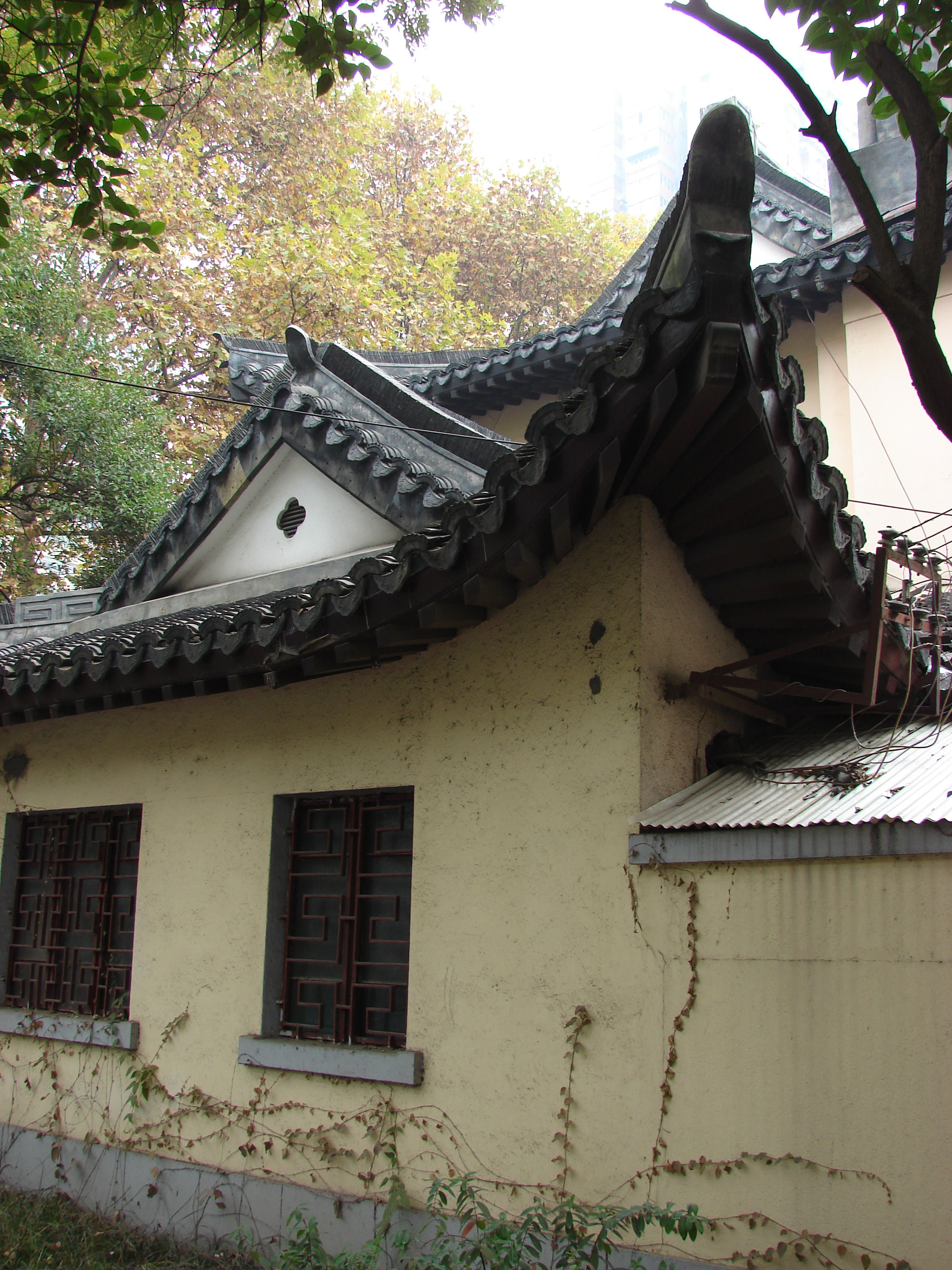
马歇尔公馆歇山顶屋檐局部